# Keith McLeod
Keith McLeod (Canton, 5 novembre 1979) è un ex cestista statunitense, professionista nella NBA e in Europa.

## Palmarès
- Campionato estone: 1

Kalev/Cramo: 2012-13